# Birmingham Wildlife Conservation Park
Birmingham Wildlife Conservation Park is een kleine dierentuin in Cannon Hill Park in Birmingham, Engeland. Eerdere namen van het park waren Birmingham Zoo en Birmingham Nature Centre. Het is eigendom van en wordt beheerd door Birmingham City Council.

## Geschiedenis
Birmingham Zoo werd in Cannon Hill Park geopend op 1 mei 1964 door de Dudley Zoological Society. De locatie van het park was ooit deel van een zestiende-eeuwse volmolen, Pebble Mill. Het werd ontworpen om voornamelijk jonge dieren te laten zien, maar het huisvestte ook de apencollectie en de twee dromedarissen van Dudley Zoo.
In 1973 werd het park gesloten om onbekende redenen. Het werd in 1974 heropend door de Birmingham City Council onder de naam Birmingham Nature Centre. Het park en zijn ingang waren oorspronkelijk onderdeel van het Birmingham Natural History Museum. In 2014 werd de naam veranderd in de huidige: Birmingham Wildlife Conservation Park.

### Andere dierentuinen
Over de jaren zijn er meer dierentuinen geweest in Birmingham. De eerste was Birmingham and Midlands Zoological Gardens, dat geopend werd in 1873 in Balsall Heath. In 1880 werd de Aston Lower Grounds Menagerie geopend in Aston. De laatste was Birmingham Zoo, dat in 1910 werd geopend, maar in 1930 alweer werd gesloten. Ook zijn er verhalen over een reizende menagerie: J. E. James's Menagerie.

## Dieren
De dierentuin houdt voornamelijk kleinere dieren, onder andere:
- Afrikaans kwaststaartstekelvarken
- Bagot geit
- Bennettwallaby
- Capibara
- Doodshoofdaapje
- Gordeldier
- Gouden leeuwaapje
- Goudkopleeuwaapje
- Heremietibis
- Heritage Breed huisdierras
- Insecten
- Jamaicaanse boa
- Kleinklauwotter
- Komodovaraan
- Lelkraanvogel
- Luiaard
- Lynx
- Madagaskarreuzenrat
- Mantelaapje
- Muismaki
- Nandoe
- Ocelot
- Potto
- Reptielen
- Ringstaartmaki
- Rode eekhoorn
- Rode panda
- Springtamarin
- Stanleys kraanvogel
- Stokstaartje
- Uilen
- Vari

## Galerij

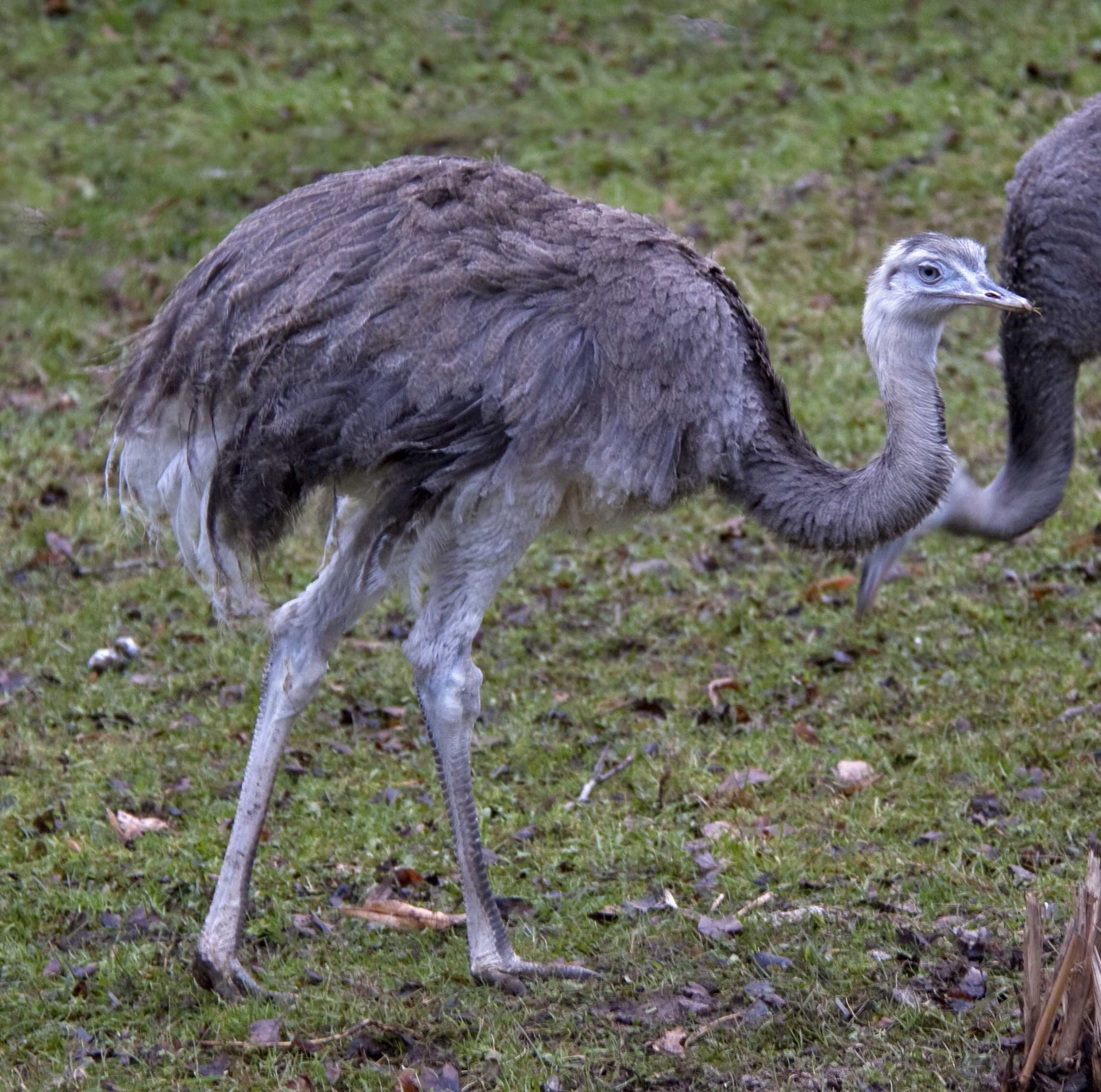
Nandoe
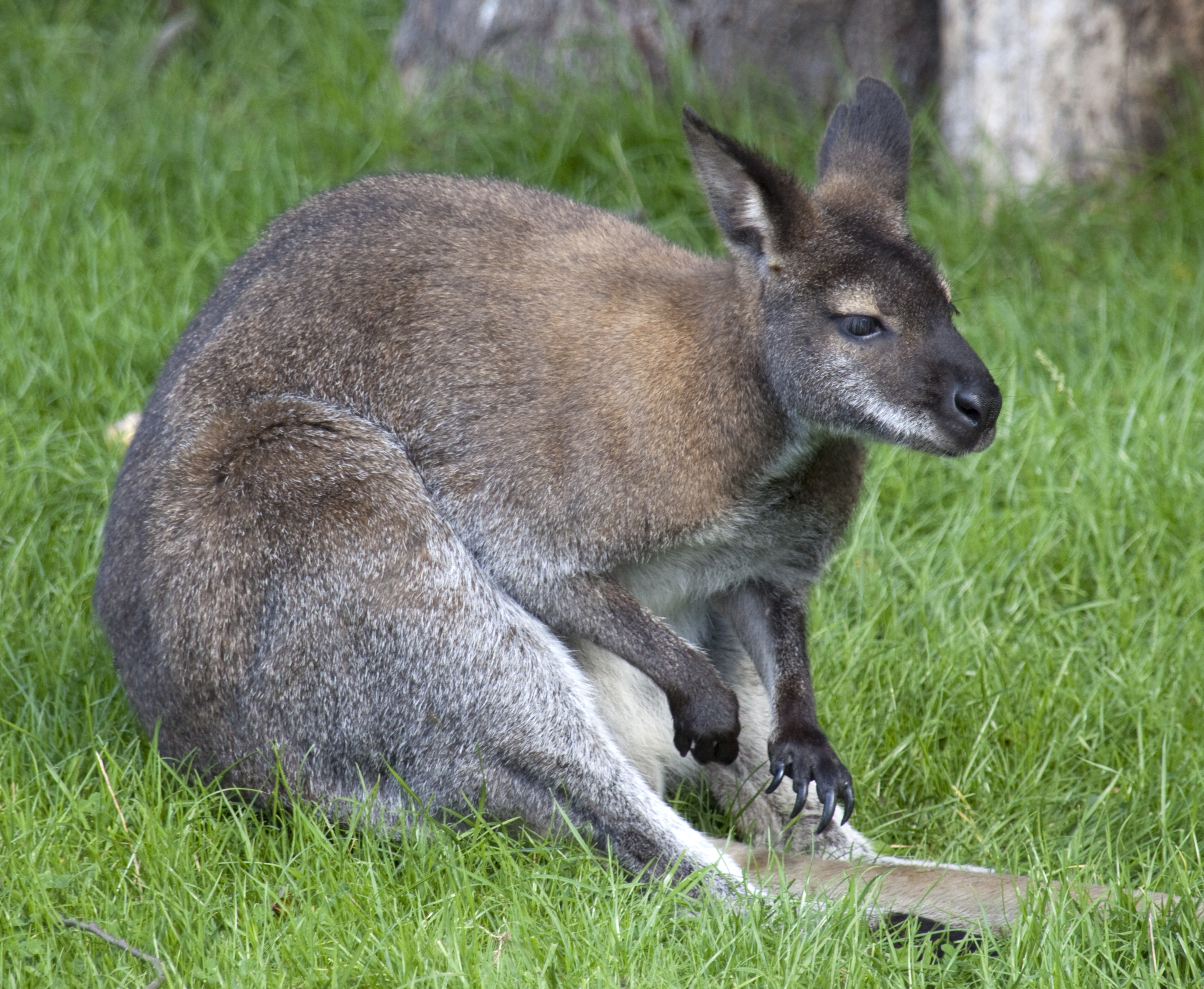
Bennettwallaby
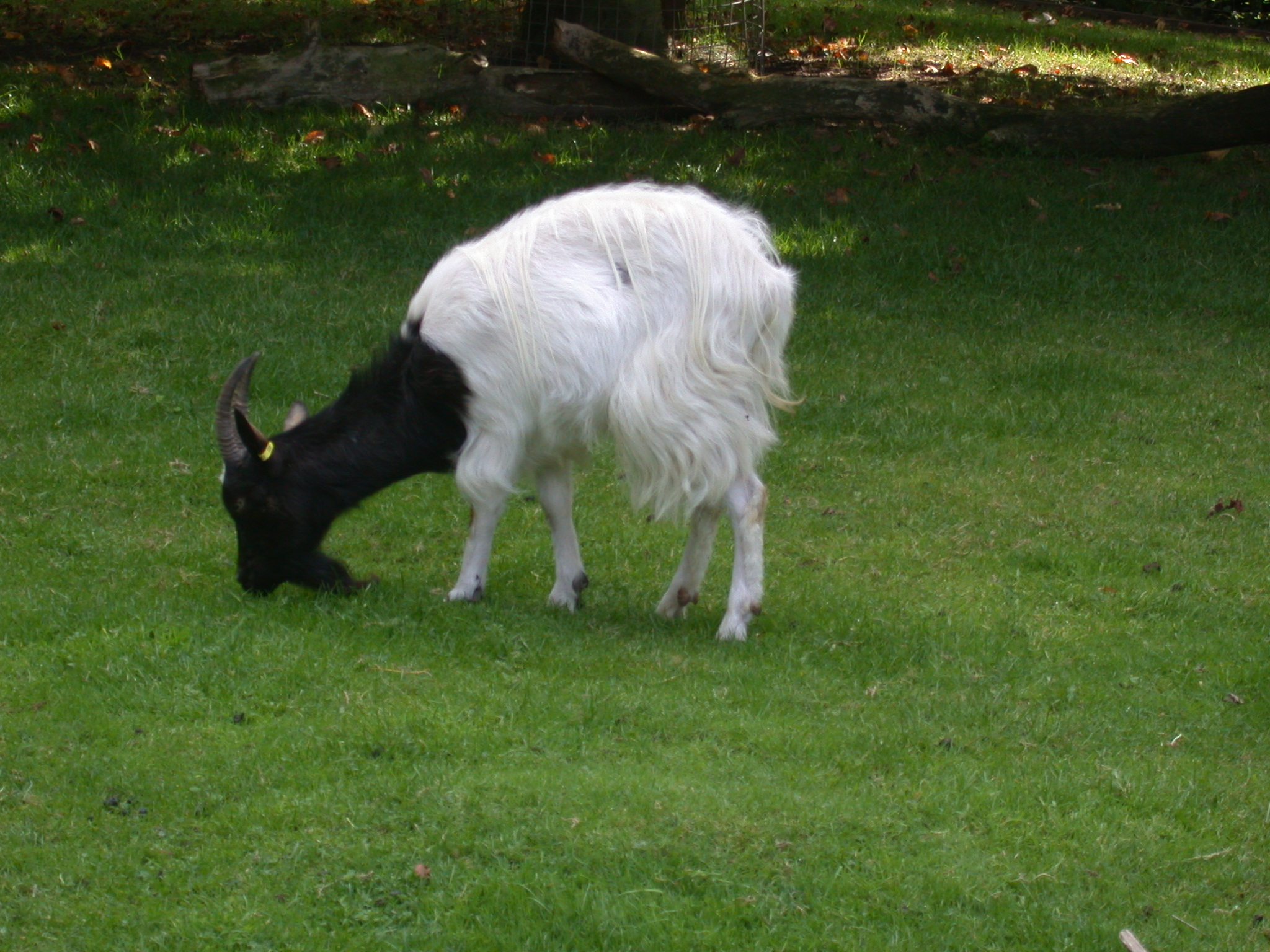
Bagot geit
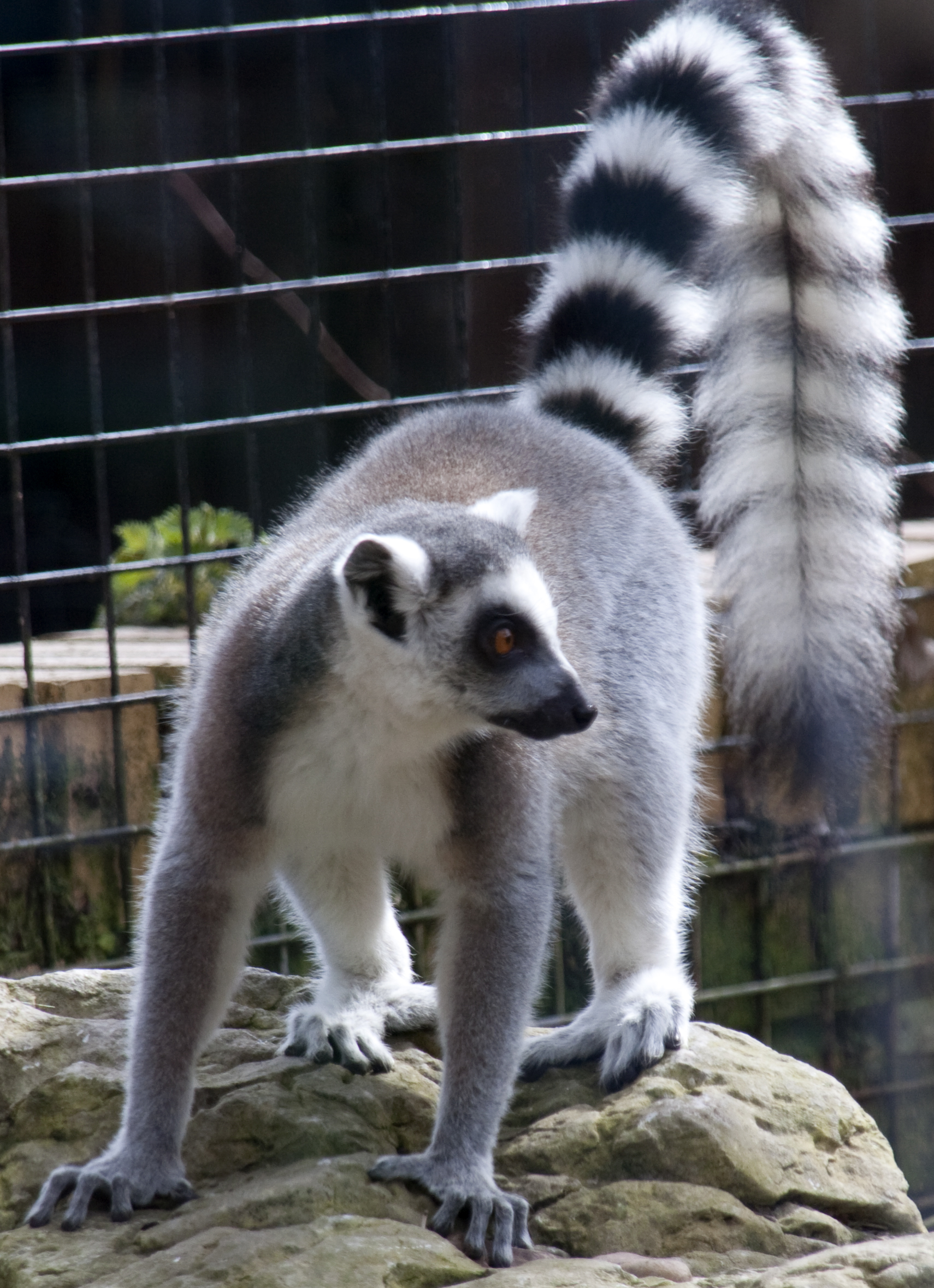
Ringstaartmaki
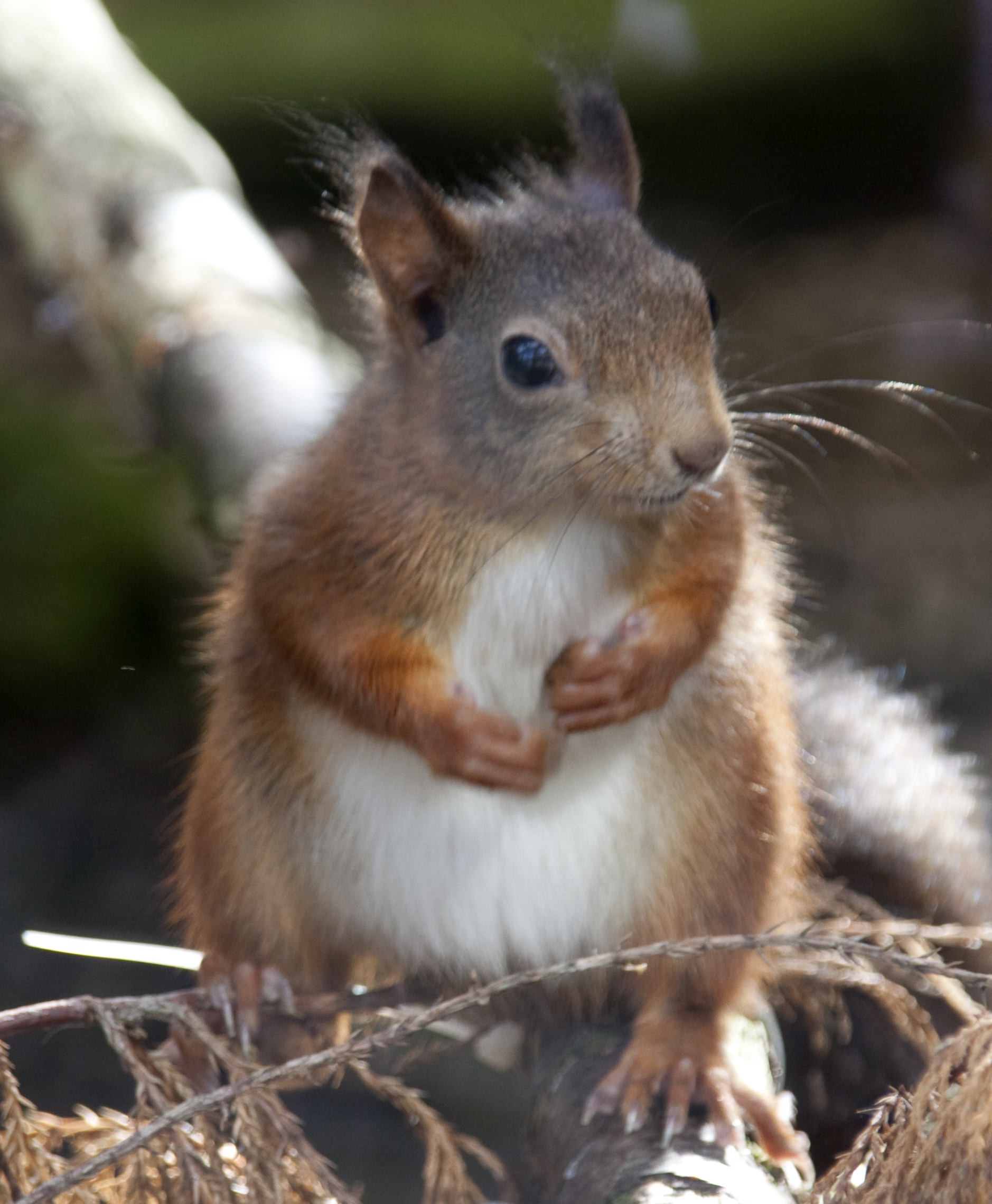
Rode eekhoorn
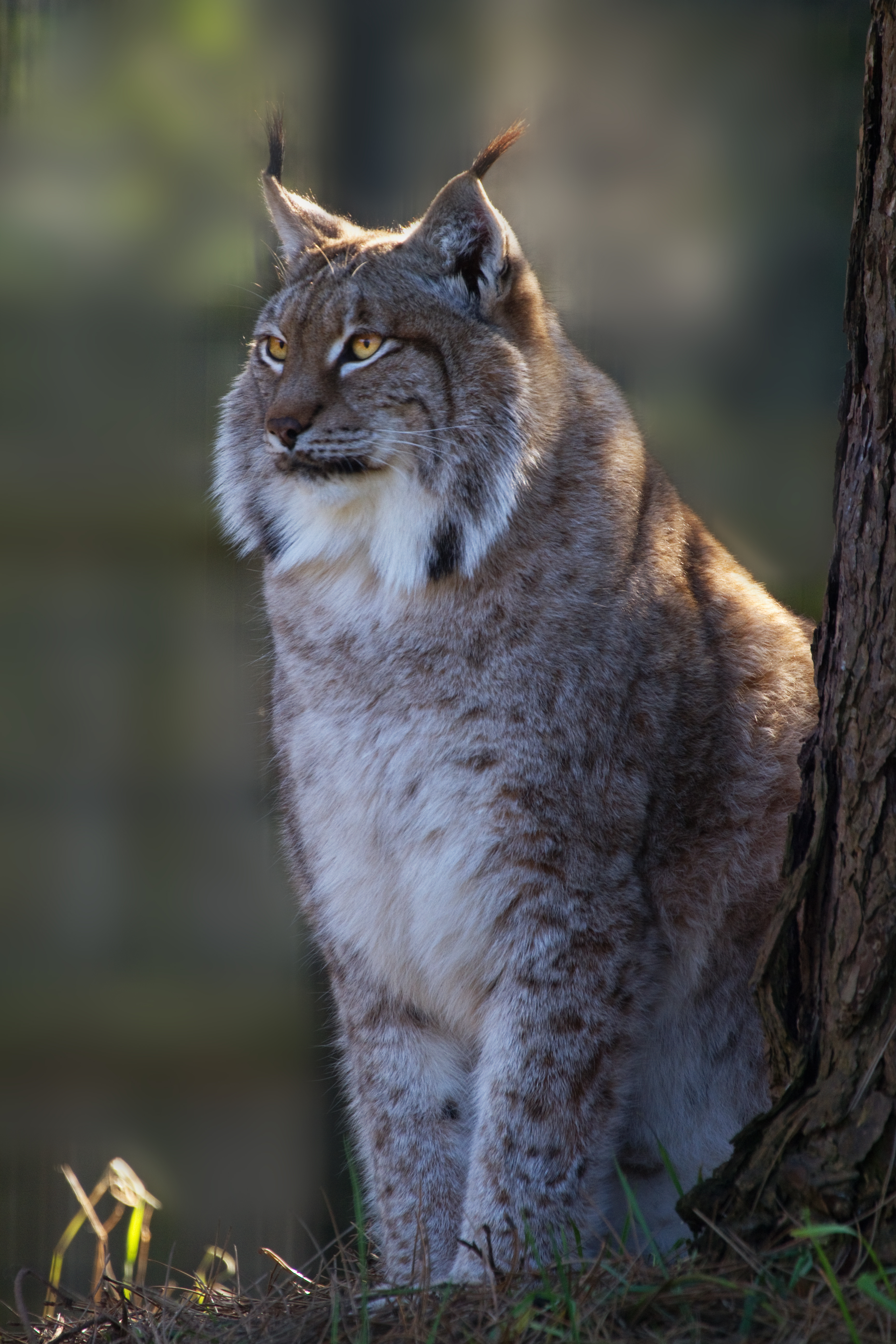
Lynx
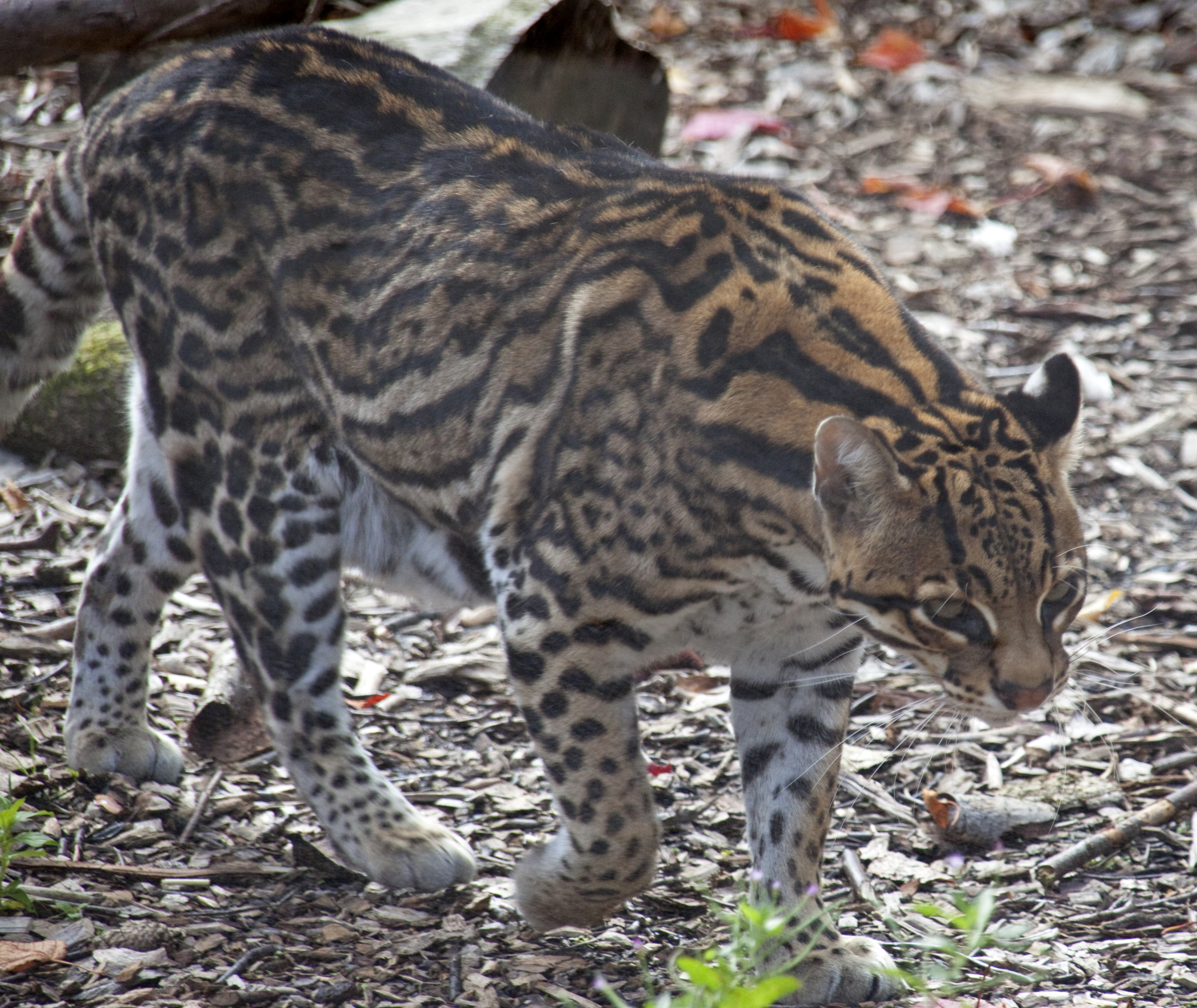
Ocelot
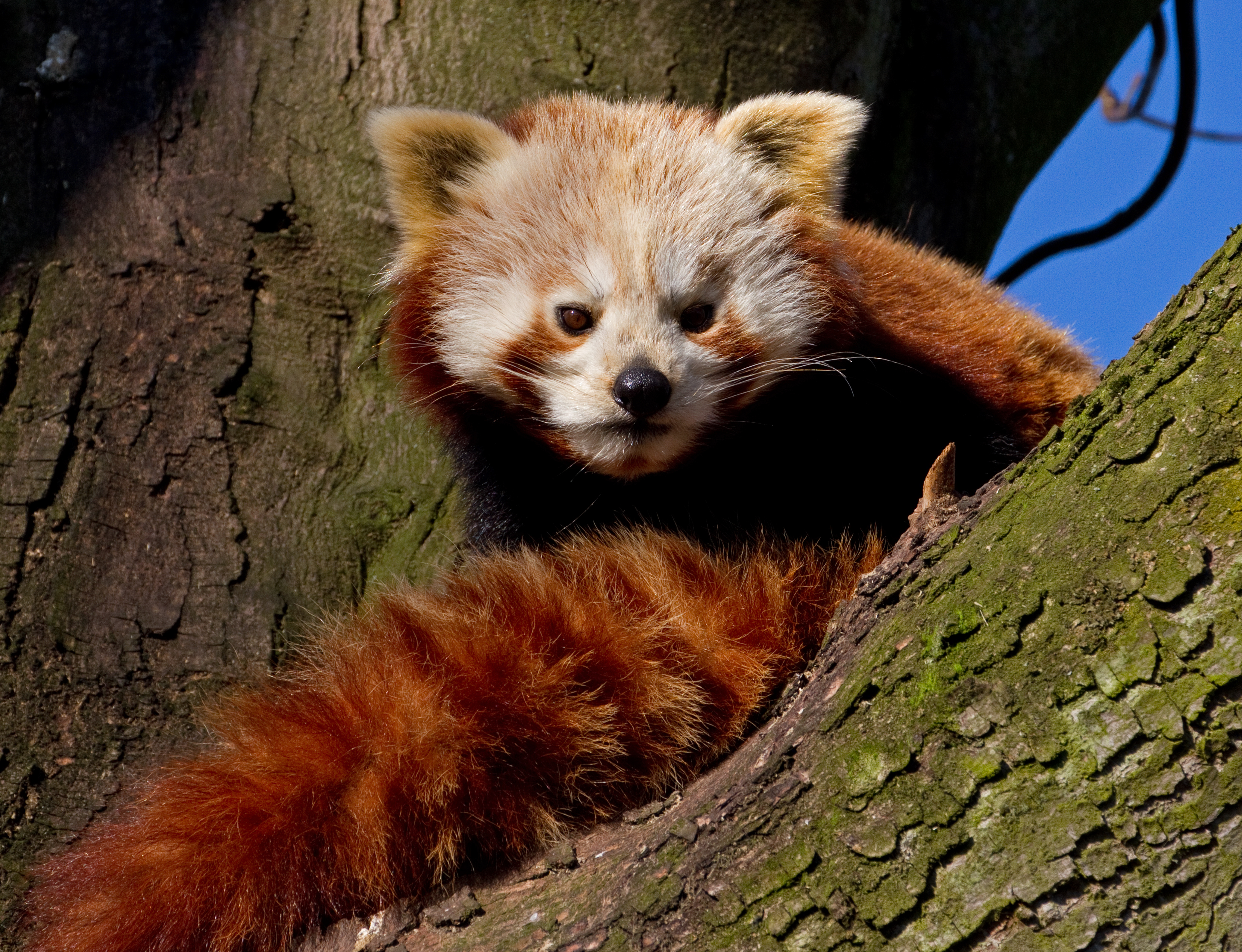
Rode panda
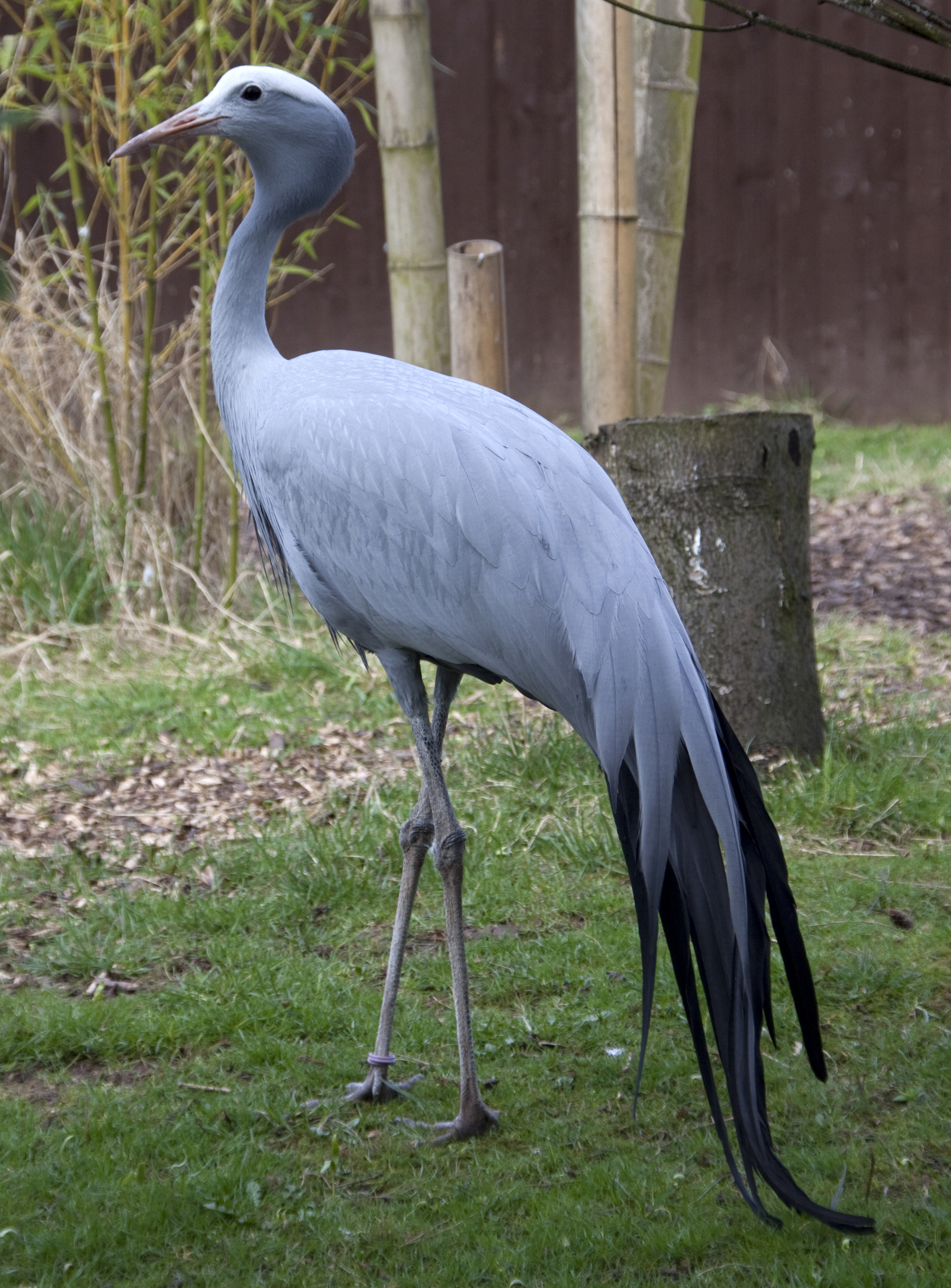
Stanleys kraanvogel
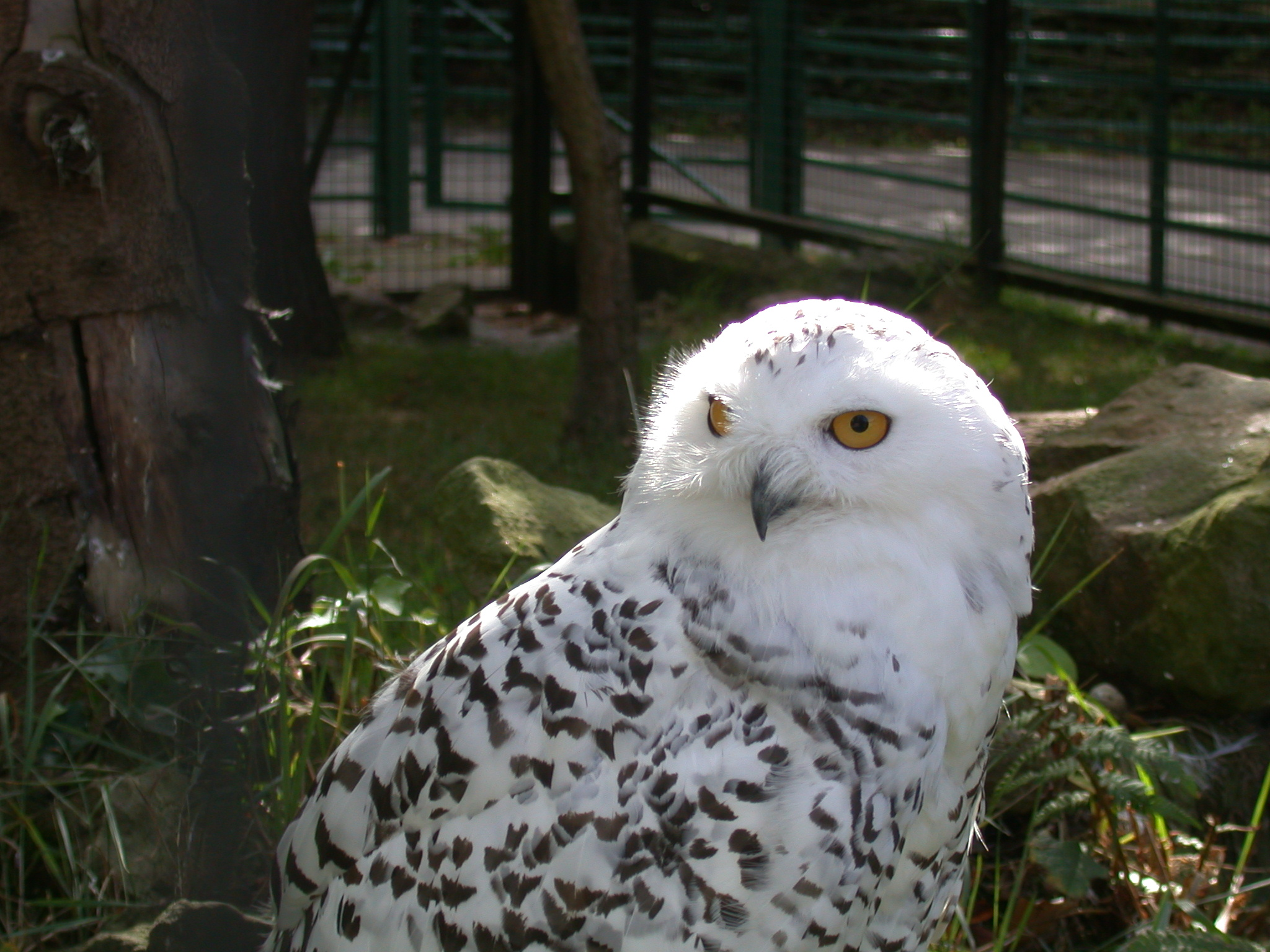
Sneeuwuil